# 알포르빌

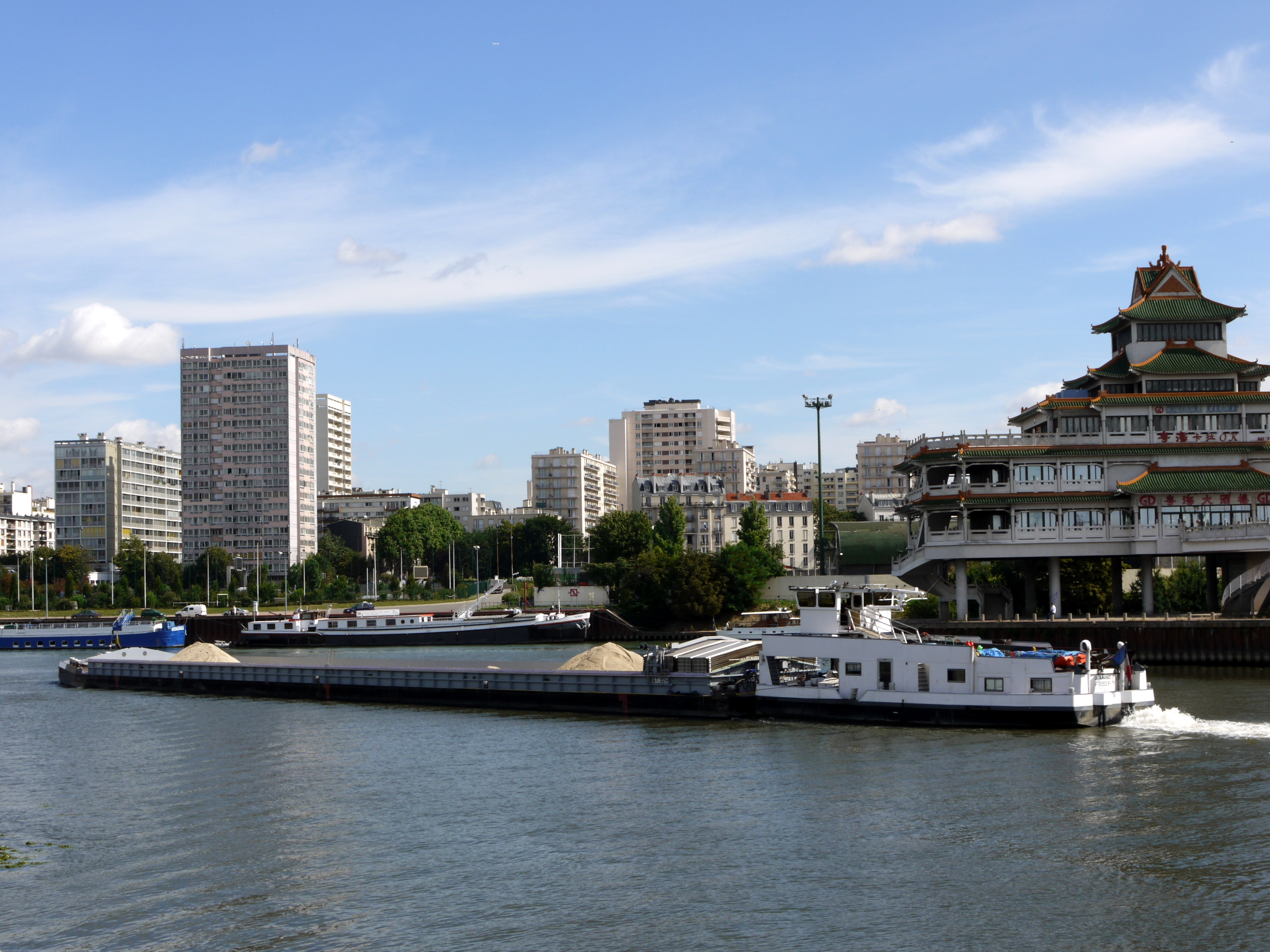
알포르빌

알포르빌(프랑스어: Alfortville)은 프랑스 일드프랑스 발드마른주에 위치한 도시로 면적은 3.67km2, 인구는 44,371명(2006년 기준), 인구 밀도는 12,000명/km2이다. 파리에서 7.6km 정도 떨어진 곳에 위치한다.

시 문장

## 인구
| 연도 | 인구   | ±%    |
| ---- | ------ | ----- |
| 2006 | 42,743 | —     |
| 2007 | 44,116 | +3.2% |
| 2008 | 44,728 | +1.4% |
| 2009 | 44,278 | −1.0% |
| 2010 | 44,201 | −0.2% |
| 2011 | 44,550 | +0.8% |
| 2012 | 44,397 | −0.3% |
| 2013 | 44,818 | +0.9% |
| 2014 | 45,043 | +0.5% |
| 2015 | 44,410 | −1.4% |
| 2016 | 43,886 | −1.2% |
| 2017 | 43,881 | −0.0% |

## 같이 보기
- 발드마른주의 코뮌 목록